# Yuji Kunimoto

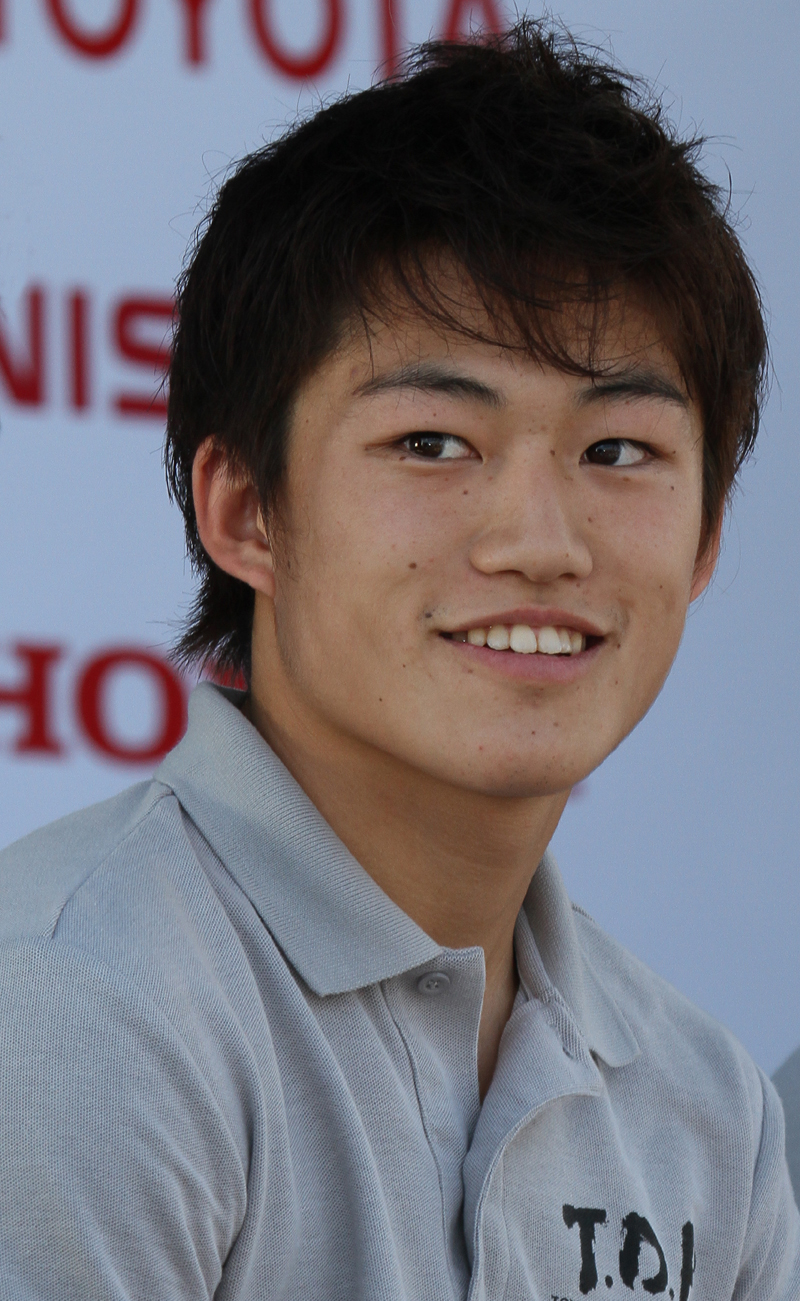
Yuji Kunimoto in 2010.

Yuji Kunimoto (Japans: 国本 雄資) (Yokohama, 12 september 1990) is een Japans autocoureur. In 2010 werd hij kampioen in het Japanse Formule 3-kampioenschap en in 2016 in de Super Formula. Zijn broer Keisuke Kunimoto is eveneens autocoureur.

## Autosportcarrière
Kunimoto maakte zijn autosportdebuut in het karting in 2000, waarin hij tot 2006 actief bleef. In 2007 debuteerde hij in het formuleracing in de Formula Challenge Japan, waarin hij drie races won en vierde werd in de eindstand. In 2008 bleef hij actief in deze klasse; ditmaal won hij acht races en werd hij gekroond tot kampioen. Aan het eind van het seizoen reed hij in de Formule BMW Pacific in Macau bij ART Motorsport en finishte de race als vijfde.
In 2009 reed Kunimoto een dubbel programma in het Japanse Formule 3-kampioenschap bij Petronas Team TOM's en in de GT300-klasse van de Super GT bij APR. In de Formule 3 won hij vier races op Autopolis (tweemaal), de Fuji Speedway en het Sportsland SUGO en behaalde zeven andere podiumplaatsen, waardoor hij met 97 punten derde werd in het klassement achter Marcus Ericsson en Takuto Iguchi. In de Super GT reed hij in een Toyota Corolla Axio naast Iguchi en werd met een vierde plaats op het Suzuka International Racing Course als beste klassering tiende in het kampioenschap met 32 punten. Aan het eind van het jaar reed hij voor NOW Motor Sports in de Grand Prix van Macau en finishte als negende.
In 2010 won Kunimoto in de Japanse Formule 3 de eerste tien races van het seizoen, gevolgd door nog twee podiumplaatsen, waardoor hij met 139 punten overtuigend kampioen werd. In de Super GT behaalde hij met Iguchi zijn eerste zege op Fuji, gevolgd door nog een podiumfinish op het Sepang International Circuit. Hierdoor werd het duo met 47 punten vijfde in het klassement. Aan het eind van het seizoen reed hij voor TOM's in de Grand Prix van Macau, die hij als zestiende finishte.
In 2011 maakte Kunimoto de overstap naar de Formule Nippon, waarin hij uitkwam voor Project μ/cerumo・INGING, en bleef hij actief in de Super GT. In de Formule Nippon was een vierde plaats op de Twin Ring Motegi zijn beste resultaat, waardoor hij met 6,5 punten tiende werd in de eindstand. In de Super GT deelde hij nu een auto met Morio Nitta, met wie hij een podiumfinish behaalde op SUGO en zevende werd in het klassement met 38 punten.
In 2012 behaalde Kunimoto in de Formule Nippon twee achtste plaatsen op Autopolis en Fuji, waardoor hij met 2 punten dertiende werd in het kampioenschap. In de Super GT maakte hij de overstap naar de GT500-klasse, waarin hij voor het Lexus Team KeePer Kraft een Lexus SC430 deelde met Andrea Caldarelli. Het duo behaalde een podiumplaats op Fuji, maar in de rest van het seizoen scoorden zij niet constant, waardoor zij dertiende werden in de eindstand met 28 punten.
In 2013 veranderde de Formule Nippon van naam naar de Super Formula, waarin Kunimoto bleef rijden voor INGING. Een vierde plaats op het Sportsland SUGO was zijn beste resultaat, waardoor hij met 10 punten tiende werd in het eindklassement, maar aan het eind van het seizoen won hij de niet-kampioenschapsrace op Fuji. In de Super GT stapte hij over naar het Lexus Team LeMans ENEOS, waar hij een auto deelde met Kazuya Oshima. Zij behaalden een podiumfinish op Fuji en wonnen de seizoensfinale op Motegi, waardoor zij met 52 punten vijfde werden in de eindstand.
In 2014 behaalde Kunimoto zijn eerste podiumfinishes in de Super Formula met een derde plaats op Fuji en een tweede plaats op Autopolis, waardoor hij met 19,5 punten zevende werd in het kampioenschap. In de Super GT behaalde hij met Oshima in een Lexus RC F podiumfinishes in de eerste twee races op het Okayama International Circuit en de Fuji Speedway, waardoor hij met 44 punten zevende werd in het klassement.
In 2015 was een vierde plaats op Fuji het beste resultaat van Kunimoto in de Super Formula, waardoor hij met 7,5 punten negende werd in het klassement. In de Super GT behaalde hij met Oshima een podiumplaats op het Chang International Circuit, waardoor hij met 32 punten negende werd in het kampioenschap.
In 2016 kende Kunimoto een succesvol seizoen in de Super Formula met twee overwinningen op Okayama en Suzuka en twee andere podiumplaatsen op dezelfde circuits. Met 33 punten werd hij gekroond tot kampioen in de klasse. In de Super GT stapte hij over naar het team Lexus Team WedsSport Bandoh, waar hij een auto deelde met Yuhi Sekiguchi. Het duo won een race op Chang en behaalde nog een podiumfinish in de seizoensfinale op Motegi, waardoor zij met 58 punten vierde werd in het eindklassement.

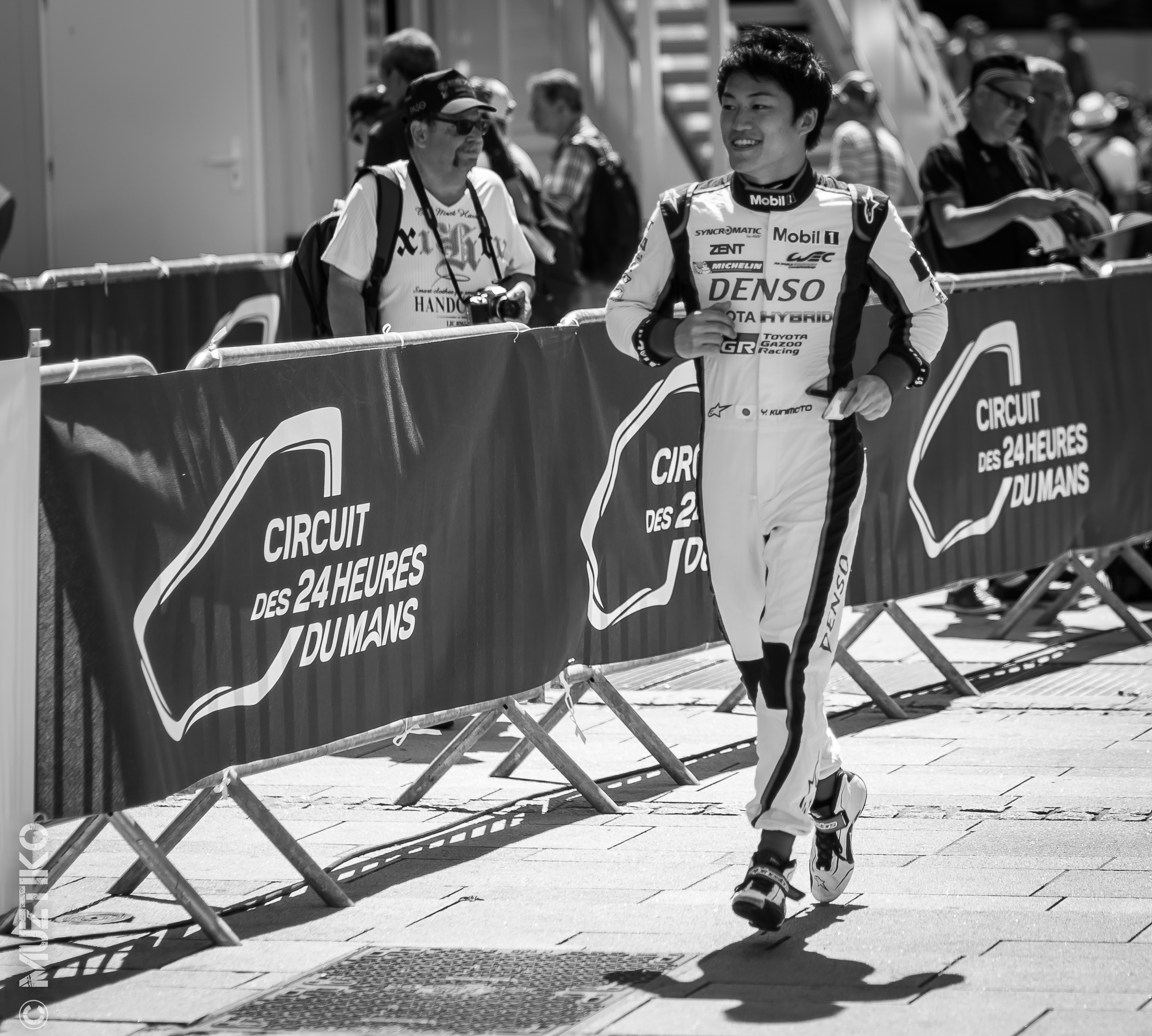
Yuji Kunimoto in 2017.

In 2017 behaalde Kunimoto in de seizoensopener van de Super Formula op Suzuka een podiumfinish, maar was hij in de rest van het seizoen minder constant, waardoor hij met 16 punten achtste werd in de eindstand. In de Super GT stapte hij over naar het Lexus Team WedsSport Bandoh, waar hij een Lexus LC 500 deelde met Sekiguchi. Met een zesde plaats op Okayama als beste resultaat werd hij met 22 punten veertiende in de eindstand. Tevens nam hij deel aan twee races van de LMP1-klasse van het FIA World Endurance Championship bij Toyota Gazoo Racing. In de eerste race op Spa-Francorchamps werd hij met Nicolas Lapierre en Stéphane Sarrazin vijfde in de klasse, terwijl hij in de tweede race van dat jaar, de 24 uur van Le Mans, met Lapierre en José María López de race niet wist te finishen vanwege een lekke band.
In 2018 stond Kunimoto in de Super Formula op het podium op Fuji, waardoor hij met 11,5 punten achtste werd in het kampioenschap. In de Super GT deelde hij een auto met Kenta Yamashita, met wie hij twee podiumplaatsen behaalde op Chang en Autopolis. Hierdoor werd het duo elfde met 32 punten.
In 2019 maakte Kunimoto binnen de Super Formula de overstap naar het team Kondō Racing, maar hij behaalde slechts twee puntenfinishes met een zesde plaats in de seizoensopener op Suzuka als beste resultaat. Met 5 punten werd hij zestiende in het eindklassement. In de Super GT deelde hij een auto met Sho Tsuboi, met wie hij een podiumfinish behaalde op Chang. Met 27,5 punten werd het duo elfde in het kampioenschap.
In 2020 stapte Kunimoto in de Super Formula over naar het team carrozzeria Team KCMG. Hij behaalde een podiumplaats op Suzuka en werd met 29 punten negende in het klassement. In de Super GT stapte hij over naar het team Toyota Gazoo Racing Team WedsSport BANDOH, waarin hij in een Toyota GR Supra GT500 een auto deelde met Ritomo Miyata. Met een zevende plaats op Fuji als beste resultaat werd het duo met 10 punten zeventiende in de eindstand.
In 2021 rijdt Kunimoto in de Super Formula bij carrozzeria Team KCMG en in de Super GT bij TGR Team WedsSport Bandoh naast Miyata.